# Tunnel ferroviaire de l'Épine
Pour le tunnel routier, voir Tunnel de L'Épine.
Le tunnel de l'Épine est un tunnel ferroviaire de 3 076 mètres de long situé en France, dans le département de la Savoie en région Auvergne-Rhône-Alpes.
Celui-ci permet à la ligne de Saint-André-le-Gaz à Chambéry de franchir la chaîne de l'Épine séparant l’Avant-Pays savoyard de Chambéry et des vallées alpines.
Il est utilisé par les TGV entre Paris et Annecy, Milan ou Bourg-Saint-Maurice (l'hiver), ainsi que par les TER Rhône-Alpes entre Lyon et Chambéry, Modane et Bourg-Saint-Maurice.

## Histoire

### Genèse
Au moment de l'annexion de la Savoie à la France en juin 1860, une ligne reliant Lyon à Chambéry et à la Maurienne par Culoz et Aix-les-Bains est déjà en service. Toutefois, la Compagnie des chemins de fer de Paris à Lyon et à la Méditerranée (PLM), qui reprend la concession des lignes de la Compagnie du chemin de fer Victor-Emmanuel sur les nouveaux départements de la Savoie et de la Haute-Savoie, envisage la création d'une nouvelle ligne entre Lyon et Chambéry par le département de l'Isère dans le but de désenclaver le territoire dit de l'Avant-Pays savoyard et de permettre une liaison directe depuis les Terres froides (Bourgoin-Jallieu, La Tour-du-Pin) vers Chambéry.
Cette nouvelle ligne, qui se détacherait de la ligne existante de Lyon à Grenoble à Saint-André-le-Gaz et rejoindrait la ligne de la Maurienne à Chambéry, devrait néanmoins pour éviter les détours traverser la chaîne de l'Épine, barrière naturelle entre l'Avant-Pays et la cluse de Chambéry. Il est ainsi décidé d'entreprendre la création d'un tunnel, dont l’emplacement est choisi entre le village d'Aiguebelette-le-Lac et le val de Couz au pied de Vimines et de Saint-Cassin, de manière à rejoindre Chambéry en longeant l'Hyères par Cognin.

### Construction
Les travaux de percement du tunnel débutent en 1880 et se terminent en 1883, soit un an avant la mise en service d'ensemble de la ligne en septembre 1884. Ces trois années et demie de travaux sont conduites sous la direction des entrepreneurs MM. Scalarone, dont l’entreprise emploie les ouvriers chargés de son percement.
Deux percements simultanés sont entrepris de part et d'autre du futur tunnel. Du côté d'Aiguebelette-le-Lac, les ouvriers ne rencontrent que du calcaire jurassique à divers états, mais du côté du val de Couz ce sont des grès, formés de sables agglutinés de la période tertiaire (de la molasse marine) et de l'argile à lignite qui sont rencontrés à sa base.
Le 9 février 1881, le journal de l'Ain indique que l'avancement du tunnel est de 1 380 m du côté d'Aiguebelette-le-Lac et de 1 370 m du côte du val de Couz, ce qui ne laisse donc plus qu'environ 312 m à percer, ce qui devrait être effectué durant le mois d'avril suivant. Mais les délais s'allongent quelque peu et le raccordement des deux galeries intervient finalement le samedi 21 mai 1881 lors du percement d'un trou de sonde. Les derniers coups de mine doivent intervenir le lendemain dimanche 22 mai 1881.
Un mois plus tard, en juin 1881, les entrepreneurs Scalarone écrivent au conservateur du musée départemental pour lui faire part d'une découverte archéologique près de l'entrée côté Chambéry : un poignard en fer forgé et quinze monnaies associées, dont huit sont romaines (empereurs Claude et Gallien) et sept sont datées du XIIe siècle. Les travaux de percement du tunnel permettent également la découverte d'une source d'eau minérale sulfureuse, jaillissant à environ 800 m de l’entrée d'Aiguebelette.
Après d'ultimes finitions, la perforation du tunnel se termine durant l'automne 1881. Durant les six mois qui suivent, les ouvriers recouvrent la plus grande partie de la voûte et des parois de maçonnerie, qu'ils terminent au printemps 1882. En mai, c'est au tour d'un aqueduc d'être achevé : situé sous la chaussée, il permettra l'écoulement des eaux du souterrain. À ce moment, l'ouverture totale de la ligne est prévue pour l’automne 1883.
La pose du ballast et des rails constitue la dernière grande partie de la construction du tunnel et se déroule jusqu'en 1883. Le tunnel n'est néanmoins ouvert à la circulation que l’année suivante, en même temps que l’ensemble de la ligne de Saint-André-le-Gaz à Chambéry, le 24 septembre 1884.